# Neaspilota albidipennis
Neaspilota albidipennis är en tvåvingeart som först beskrevs av Friedrich Hermann Loew 1861.  Neaspilota albidipennis ingår i släktet Neaspilota och familjen borrflugor. Inga underarter finns listade i Catalogue of Life.